# Sylvère Lotringer

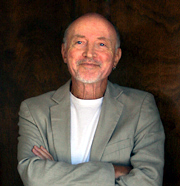
Sylvère Lotringer (Foto von Iris Klein)

Sylvère Lotringer (geboren am 15. Oktober 1938 in Paris; gestorben am 8. November 2021 in Ensenada, Mexiko) war ein französischer Literaturkritiker, Kulturtheoretiker und Herausgeber. Als jüngerer Zeitgenosse der Philosophen Gilles Deleuze, Félix Guattari, Jean Baudrillard, Paul Virilio und Michel Foucault wurde Lotringer im Zuge seiner Arbeit mit dem Verlag Semiotext(e) bekannt durch die Synthese der Theorien des französischen Poststrukturalismus mit der US-amerikanischen literarischen, kulturellen und architektonischen Avantgarde-Bewegung; ferner trat er durch seine Interpretation des Poststrukturalismus im Kontext des 21. Jahrhunderts hervor.
In einer einflussreichen Interpretation der Theorien Baudrillards erfand Lotringer das Konzept des „extrapolationist“ („Extrapolierers“), um die hyperbolische Weltsicht zu beschreiben, wie sie von Baudrillard und Virilio vertreten wird.

## Leben und Werk
Sylvère Lotringer wurde in Paris als Sohn polnisch-jüdischer Immigranten geboren, die 1930 aus Warschau nach Frankreich eingewandert waren. Seine frühe Kindheit war geprägt durch die deutsche Besatzung von Paris während des Zweiten Weltkrieges, die er wie seine Zeitgenossen Georges Perec und Sarah Kofman als ein verstecktes Kind mit von der französischen Résistance gefälschten Papieren verbrachte.
Im Jahre 1949 emigrierte Lotringer mit seiner Familie nach Israel, kehrte aber ein Jahr später nach Paris zurück. Dort trat er der linksgerichteten zionistischen Jugendorganisation Hashomer-Hatzair („Die junge Garde“) bei, der er acht Jahre lang angehörte.
Noch als Oberschüler trat Lotringer 1957 dem Herausgeberkollektiv der von Perec geleiteten Zeitschrift La Ligne Générale bei, deren Titel von Sergei Eisensteins Spielfilm Die Generallinie stammte. Das Magazin propagierte Hollywood-Western, Slapstick und vorstalinistischen Kommunismus. Es stieß bei Henri Lefebvre auf Beifall, wurde aber von Simone de Beauvoir stark kritisiert, die es für politisch unverantwortlich hielt.
Nach dem Beginn seines Studiums an der Pariser Sorbonne im Jahre 1958 rief Lotringer das literarische Magazin L'Etrave ins Leben und trug von 1959 bis 1961 zu Paris-Lettres bei, der Zeitschrift des französischen Studentenverbandes. Als Studentenführer mobilisierte er gegen den Algerienkrieg. Um dem Militärdienst in Algerien zu entgehen, verbrachte er das Jahr 1962 in den Vereinigten Staaten. Im Jahre 1964 trat er in die Abteilung IV für Soziologie der École pratique des hautes études ein und schrieb bei Roland Barthes und Lucien Goldmann eine Doktorarbeit über die Novellen von Virginia Woolf. Dabei waren ihm seine Freundschaft mit Virginias Witwer Leonard Woolf und seine Bekanntschaften mit T.S. Eliot und Vita Sackville-West zunutze. Er führte mit ihnen auch Interviews, die in der von Louis Aragon herausgegebenen Zeitschrift Les Lettres françaises erschienen, deren Korrespondent Lotringer zehn Jahre lang war. Erneut um den französischen Militärdienst zu vermeiden, lehrte er von 1965 bis 1967 im türkischen Erzurum für den französischen Kulturdienst.
Nach einem Australienaufenthalt kehrte er 1969 in die USA zurück, um einem Lehrauftrag am Swarthmore College nachzukommen. Von 1972 bis 2007 lehrte Lotringer als Professor französische und vergleichende Literaturwissenschaften an der Columbia University.

## Kulturelle Synthese
Als Lotringer in den frühen 1970er Jahren nach New York kam, erkannte er die Gelegenheit, dort die Werke der französischen Theoretiker in der damals aufkeimenden New Yorker Kunst- und Literaturszene bekannt zu machen. Der Marxismus galt in Frankreich als unten durchgefallen und die Philosophen nach 1968 hatten sich dem Kapitalismus zugewandt, von dem sie die subversive Energie extrahieren wollten, die in den Klassenkämpfen nicht mehr vorhanden schien. Lotringer sah Amerika als ein Testgebiet für den Poststrukturalismus. Er lernte das New Yorker West Village kennen, wo er u. a. Bekanntschaft mit dem Komponisten John Cage schloss. Lotringer spürte Ähnlichkeiten zwischen Thoreau, den von der Fluxus-Bewegung, William S. Burroughs, Brion Gysin und anderen praktizierten Zufallsoperationen und den von Friedrich Nietzsche beeinflussten poststrukturalistischen Theoretikern. Unbeeindruckt von der Doktrin des von der Frankfurter Schule beeinflussten US-amerikanischen Marxismus, versuchte Lotringer stattdessen die von Deleuze, Guattari und Foucault entwickelten flüssigen und rhizomatischen Ideen von Macht und Verlangen zu verbreiten. Einige Jahre später entdeckte Lotringer Paul Virilios Theorie der Geschwindigkeit und Technologie und Jean Baudrillards Analyse der unendlichen Austauschbarkeit der Konsumkultur und brachte diese Ideen seinerseits in den amerikanischen Diskurs ein.
Zu diesem Zweck gründete er gemeinsam mit einer Gruppe graduierter Studenten der Columbia-University die Zeitschrift Semiotext(e). Nach der Herausgabe von drei akademisch gehaltenen Ausgaben zur Epistemologie der Semiotik veranstalteten Lotringer und seine Gruppe 1975 an der Columbia-Universität die provokative Konferenz „Schizo-Culture“ zum Thema Verrücktheit und Gefängnisse. Mehr als 2.000 Besucher wurden dort zu Augenzeugen verbaler Gefechte zwischen Foucault, dem Verschwörungstheoretiker Lyndon LaRouche, Guattari, der Feministin Ti-Grace Atkinson, Ronald D. Laing und anderen. Dieses Ereignis trug dazu bei, im Verlauf des folgenden Jahrzehntes eine neue Art von Diskurs zu prägen, und bereitete die Bühne für folgende Ausgaben von Semiotext(e): Das akademische Format wurde aufgegeben zugunsten kollagierter Bilder und Texte von Deleuze, Foucault, Lyotard, Guy Hocquenghem, Jacques Derrida, Heiner Müller, und als amerikanische Gegenstücke John Cage, Burroughs, Richard Foreman, Jack Smith, Kathy Acker und anderen. Die provokative Mischung von Straße und Akademie, Theorie, Kunst und Politik wurde zum Markenzeichen von Semiotext(e).
Im Jahre 1978 brachte Lotringer The Nova Convention auf die Bühne, eine dreitägige Hommage an William S. Burroughs, die im Entermedia Theater der New York University und im Irving Plaza im New Yorker East Village stattfand. Die Veranstaltung mit Auftritten von Patti Smith, Frank Zappa, Laurie Anderson, Timothy Leary und Burroughs selbst feierte letzteren als „einen Philosophen der Zukunft […], der die postindustrielle Gesellschaft am besten verstanden hat“ („a philosopher of the future […] the man who best understood post-industrial society“) und trug zur Verbreitung von Burroughs Werk in der New Yorker Punk- und No-wave-Szene bei.
Lotringer stellte das Erscheinen der Zeitschriftenausgabe von Semiotext(e) im Jahre 1985 ein, nachdem er festgestellt hatte, wie das New Yorker Kulturleben zunehmend den Kollektivgeist verlor, der es einst geprägt hatte, und einen mehr individualistischen Charakter annahm. Stattdessen rief er die Reihe Semiotext(e) Foreign Agents ins Leben als eine Sammlung kleinformatiger schwarzer Bücher von französischen Theoretikern ohne Einleitung und Nachwort. Die Reihe begann im Jahre 1983 mit Baudrillards Simulations, dessen Text Lotringer aus Symbolic Exchange and Death (Galilée, Paris 1977) und Simulacres et Simulation (Gallimard, Paris 1981) exzerpiert hatte. Der Band wurde zu einem Instant-Klassiker, rief eine neue Kunstströmung hervor und diente als theoretische Vorlage für den Film Matrix aus dem Jahre 1999. Nach Simulations folgte im gleichen Jahr Pure War, worin Virilio im Gespräch mit Lotringer auf Buchlänge seine Vorstellungen von bunker archeology („Archäologie der Bunker“), accidents („Unfällen“) und dromology, „Dromologie“ ausbreitete. Der letzte Band der Reihe On the Line von Deleuze und Guattari beinhaltete auch den berühmten Text Rhizome.

## Neue Politik
Lotringer betrachtete sich selbst als ausländischen „Agent provocateur“ in den USA. Von 1979 bis 1980 reiste er nach Italien, um die dortige, in Kämpfe verstrickte postmarxistische autonome Bewegung aus erster Hand zu dokumentieren. Seine teilnehmenden Beobachtungen verarbeitete er 1980 zum Semiotext(e)-Sonderband Italy: Autonomia – Post-Political Politics.
Im Jahre 1992 machte er das ehemalige Mitglied der Black Panther Dhoruba Bin-Wahad ausfindig, der nach 19-jähriger Haft wegen Aufruhr gerade auf Bewährung aus dem Gefängnis entlassen worden war. Lotringer lud Bin-Wahad ein, in einem Band der Semiotext(e) die Position der Black Panther zu verteidigen und zu aktualisieren. Als Ergebnis entstand die Anthologie Still Black, Still Strong mit Schriften von Assata Shakur, Mumia Abu-Jamal und Bin-Wahad.
Im Jahr 2001 war Lotringer Mitherausgeber einer Semiotext(e)-Anthologie mit dem ironisch gemeinten Titel Hatred of Capitalism: A Semiotexte Reader, der nach den Anschlägen vom 11. September 2001 erschien. Die Mission von Semiotext(e) fasste Lotringer in einem Epigraph zusammen, für das er eine Beobachtung von Jack Smith verwendete:
„The world is starving for thoughts. If you can think of something, the language will fall into place, but the thought is what's going to do it.“ („Die Welt hungert nach Gedanken. Sobald man an etwas denken kann, wird einem die Sprache dazu einfallen, aber bewirkt erst durch das Denken.“)
Als Lotringer feststellte, dass die Bücher der Foreign Agents Reihe der 1990er in den akademischen Mainstream einflossen, begann er Werke von Aktivisten mit imperialismuskritischen Ansichten zu verlegen. So brachte er in Semiotext(e) 2002 das Buch Empire of Disorder des französischen Militärexperten Alain Joxe’s heraus und 2003 Reporting From Ramallah der israelischen Journalistin Amira Hass.
Lotringer nahm seine Gespräche mit Virilio wieder auf: Crepuscular Dawn behandelt 2002 die historischen Vorgänger und Echos der Gentechnik, und im dritten Dialogband Accident of Art von 2006 wird Virilios Begriff des „accident“ erweitert, um den Einfluss von Kriegen auf die zeitgenössische Kunst zu erfassen.
Seit 2006 hat sich Lotringer erneut dem italienischen Postoperaismus zugewandt und Werke von Paolo Virno, Franco Piperno, Christian Marazzi und Antonio Negri verlegt.

## Einfluss
Lotringer hat über mehr als 30 Jahre hinweg an der Columbia University Lehrveranstaltungen zur Philosophie und französischen Literatur des 20. Jahrhunderts abgehalten. Darin hat er Verbindungen zwischen modernistischer Literatur und Faschismus herausgearbeitet anhand der als „verstört“ erscheinenden Werke von Antonin Artaud, Louis-Ferdinand Céline, Simone Weil, Georges Bataille. Als Gelehrter des zwanzigsten Jahrhunderts betonte Lotringer die experimentellen, vormodernen Wurzeln der Werke des Poststrukturalismus, die häufig als Orgien der Grausamkeit missverstanden würden, während Lotringer sie als Versuche betrachtet, symbolische Gegengifte sowohl gegen den Faschismus als auch den Konsumismus zu erschaffen.
Lotringers Kurse haben die späteren Werke einer Reihe seiner Studenten inspiriert, unter ihnen die Filmemacherin Kathryn Bigelow, der Semiotiker Marshall Blonsky, die Kunstkritiker Tim Griffin und John Kelsey, der Schauspieler Jim Fletcher und die Dichterin Ariana Reines. Lotringer erscheint als fiktionale Figur in den Romanen Great Expectations (1983) und My Mother. Demonology (1994) von Kathy Acker, I Love Dick von Lotringers Frau Chris Kraus und Inferno von Eileen Myles.

## Werke (Auswahl)

### Autor
Aufsätze, Essais
- mit Jack Smith: Uncle Fishook and the Sacred Baby Poo-poo of Art. In: SchizoCulture. Semiotexte ed. III, 2, 1978
- in Ted Morgan (Hrsg.): Literary Outlaw. The Life and Times of William S. Burroughs. Avon Books, New York 1990.
- in David Bellos (Hrsg.): Georges Perec. A Life in Words. Harvill Books, London 1993, ISBN 0-00-272022-1.
- Ich habe mit Antonin Artaud über Gott gesprochen. Ein Gespräch zwischen Sylvère Lotringer und dem Nervenarzt  Dr. Jacques Latrémolière. Alexander Verlag, Berlin 2001, ISBN 3-89581-020-7.
- Better Than Life. In: Artforum. April 2003
- Forget Baudrillard. In: Jean Baudrillard:  Forget Foucault (History of the Present). Semiotexte, Cambridge 2006, ISBN 1-584-35041-5.
- Verschwunden. In: Multitude e.V.: Wörterbuch des Krieges / Dictionary of War. Merve Verlag, Berlin 2008, ISBN 3-88396-239-2.

Monographien
- mit Paul Virilio: Pure War. 25 years later (Foreign Agents Series). Semiotext(e), Cambridge 2008, ISBN 978-158435-059-0. 
  - deutsch: Der reine Krieg. Merve Verlag, Berlin 1984, ISBN 3-88396-036-5.
- Philosophen-Künstler. Merve Verlag, Berlin 1986, ISBN 3-88396-051-9.
- Overexposed. Treating sexual perversions in America. Pantheon Books, New York 1988, ISBN 0-394-56170-8.
- Antonin Artaud, Scribners & Sons, New York 1990
- mit Heiner Müller: Germania (Foreign Agents Series). Semiotext(e), New York 1990, ISBN 0-936756-63-2.
- Foreign Agent. Kunst in den Zeiten des Theorie (Internationaler Merve-Diskurs; Bd. 163). Merve Verlag, Berlin 1991, ISBN 3-88396-084-5.
- Nancy Spero. Phaidon Press, London 1996, ISBN 0-7148-3340-1 (illustriert von Nancy Spero).
- mit Paul Virilio: Crepuscular Dawn. Semiotext(e), Cambridge 2002, ISBN 1-584350-13-X.
- Fous d’Artaud (Témoignage 10/20). Sens & Tonka, Paris 2003, ISBN 2-84534-058-3.
  - italienisch: Pazzi di Artaud. Medusa, Mailand 2006, ISBN 88-7698-052-0.
- Boules de Suif, Sens and Tonka, Paris 2005
- mit Paul Virilio: The Accident of Art (Foreign Agents Series). Semiotext(e), Cambridge 2005, ISBN 1-58435-020-2.
- Interviews mit David Wojnarowicz. In: Giancarlo Ambrosino (Hrsg.): David Wojnarowicz. A Definitive History of Five or Six years on the Lower East Side. Semiotext(e), Cambridge 2006, ISBN 1-58435-035-0.

### Herausgeber
- mit Sande Cohen: French Theory in America. Routledge, New York 2001, ISBN 0-415-92536-3.
- Burroughs live. The Collected Interviews of William S. Burroughs. Semiotext(e), Cambridge 2002, ISBN 1-584-35010-5.
- Jean Baudrillard: Oublier Artaud. Sens & Tonka, Paris 2005, ISBN 2-84534-109-1.
- Jean Baudrillard: The conspiracy of art. Manifestos, interviews, essays. Semiotext(e), Cambridge 2005, ISBN 1-58435-028-8.
- Schizo-Culture. Semiotext(e), Los Angeles 2013, ISBN 978-1-58435-124-5.